# Tanto
En Tanto er et meget lille japansk sværd, som bruges til at udføre selvmordsritualet Seppuku (bedre kendt som Harakiri). Hvis sværdet er længere end 30cm er det en Wakizashi.

## Se Også
- Wikimedia Commons har flere filer relateret til Tanto
- Samurai
- Katana

| Våben | Spire Denne artikel om våben er en spire som bør udbygges. Du er velkommen til at hjælpe Wikipedia ved at udvide den. |